# Calto
Calto är en ort och kommun i provinsen Rovigo i regionen Veneto i Italien. Kommunen hade 708 invånare (2018).